# アンソニー・ポニス
アンソニー・ポニス（ Anthony Pons、 1973年3月22日-）は、フランスのレーシングドライバー。

## 経歴
ポニスは2011年に国際モーターレースでのキャリアを開始し、V de Vチャレンジ耐久レース-GT /ツーリズムでの大会で表彰台に6回、トップステップで4回出した。彼はクラスでシリーズチャンピオンのタイトルを獲得した。後年、ル・マン24時間レース、ヨーロピアン・ル・マンシリーズ、 FIA 世界耐久選手権にも出場した。

### ル・マン24時間レース
| 年     | チーム                  | コ・ドライバー                              | 使用車両                     | クラス | 周回数 | 総合順位 | クラス順位 |
| ------ | ----------------------- | ------------------------------------------- | ---------------------------- | ------ | ------ | -------- | ---------- |
| 2012年 | IMSA Performance Matmut | ニコラス・アルミンドロ レイモンド・ナラック | ポルシェ・ 997 GT3-RSR       | LMP2   | 352    | 21位     | 2位        |
| 2014年 | チーム・ソフレーブ・ASP | ソエイル・アヤリ ファビアン・バルテズ       | フェラーリ・458イタリア・GT2 | GTEAm  | 325    | 29位     | 9位        |